# Slavna, Lîpoveț
Slavna (în ucraineană Славна) este localitatea de reședință a comunei Slavna din raionul Lîpoveț, regiunea Vinnița, Ucraina.

## Demografie
Componența lingvistică a localității Slavna
     Ucraineană (99,61%)
     Alte limbi (0,39%)
Conform recensământului din 2001, majoritatea populației localității Slavna era vorbitoare de ucraineană (99,61%), existând în minoritate și vorbitori de alte limbi.